# Sisebuto
Sisebuto (Sisebuto anche in spagnolo e in portoghese, Sisebut in catalano; ... – Toledo, 621) è stato re dei Visigoti dal 612 al 621.

## Origine
Di Sisebuto non si conoscono le origini familiari; secondo il Diccionario biográfico español, Real Academia de la Historia, era un nobile visigoto della fazione cattolica, che molto probabilmente era imparentato con la discendenza ostrogota di Recaredo I.

L'Europa nel 626; il regno dei Visigoti, alla morte di Sisebuto, occupava la quasi totalità della penisola iberica e la Gotia, nella Gallia sud-occidentale

## Biografia
Secondo lo storico Rafael Altamira y Crevea, il re Gundemaro aveva intrapreso una guerra contro i Baschi, sempre irrequieti e una contro i Bizantini, per espellerli dalla penisola iberica, guerre che Sisebuto proseguì, come conferma anche il vescovo Isidoro di Siviglia ed il cronista Fredegario, nel suo Fredegarii et aliorum Chronica sostiene che aveva partecipato alla guerra ancora prima di divenire re.

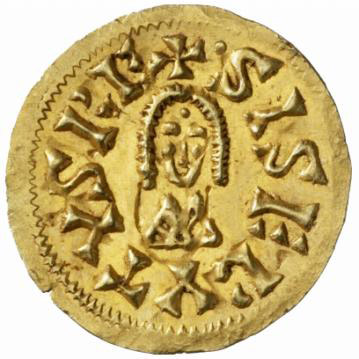
Tremisse d'oro di Sisebutus rex

Gundemaro morì a Toledo, di morte naturale, tra febbraio e marzo del 612.

Il Chronica Regum Visigotthorum cita Gundemaro, confermando che fu re per un anno dieci mesi e quattordici giorni (Gundemarus regnavit annum I menses X dies XIV); il Chronicon Albeldense conferma che Gundemaro regnò due anni, sconfisse i Baschi e morì a Toledo di morte naturale.
A Gundemaro succedette Sisebuto, un uomo di cultura, come riportano sia Isidoro di Siviglia, che Fredegario, ed il Herimanni Augiensis chronicon.
Appena nominato re, nel 612, alla morte di Gundemaro, dal 1º luglio applicò rigorosamente una legge che era disattesa, la lex Romana di Alarico II, restrittiva per gli ebrei di Spagna, che considerava adulterio il matrimonio misti, vietava agli ebrei di possedere schiavi di religione cattolica e di occupare posti pubblici.

Già Recaredo I aveva introdotto l'obbligo di battezzare i figli di coppie miste, ma con Sisebuto si passò ad una vera persecuzione, perché, nel 616, oltre che a riconfermare ed applicare severamente l'ordine di Recaredo, ordinò che tutti gli ebrei dovevano convertirsi e tutti coloro che rifiutavano la conversione al cattolicesimo, fossero frustati ed una parte dei beni gli fosse requisita, tanto che spinse la maggioranza alla conversione ed alcuni di loro (secondo la cronaca di Paolo Emilio, poche migliaia "aliquot milia") a rifugiarsi nel regno dei Franchi.
Non si conosce esattamente la causa di questa intolleranza, che non era dovuta all'influenza del clero; forse era una sua particolare tendenza o addirittura un suo desiderio di arricchirsi con la confisca dei beni e la vendita di dispense.

Anche Isidoro di Siviglia riporta la persecuzione degli Ebrei.
Continuò le guerre del suo predecessore, nel 612, dovette continuare la repressione, già iniziata da Gundemaro, delle rivolte in Cantabria e nelle Asturie e rintuzzare le incursioni dei Vasconi. Per poter meglio affrontare i ribelli del nord, rinforzò la flotta, creata da Leovigildo, e sbarcò sulla costa cantabrica.

Domata l'insurrezione basca, dovette continuare anche la guerra contro i Bizantini, iniziata da Gundemaro, che si protrasse per quasi tutto il periodo del suo regno; tra il 615 e il 616 conquistò Malaga, tanto che il suo vescovo, nel 619 partecipò al sinodo di Siviglia.

Dopo aver battuto due volte il generale bizantino Asario, l'imperatore (610-641) Eraclio I chiese la pace, che Sisebuto accordò a condizione di potersi annettere tutte le province orientali (mediterranee), lasciando ai bizantini la provincia (atlantica) occidentale (dallo stretto di Gibilterra all'Algarve.

le guerre fatte da Sisebuto vengono riportate sia da Isidoro di Siviglia che da Fredegario, che conclude che tutta la penisola iberica apparteneva al regno dei Visigoti (per mare litora usque Paereneos montes), mentre il Herimanni Augiensis chronicon riporta che ampliò il regno (regnum Gothorum in Hispaniis nobiliter ampliavit).
Dimostrò ostilità al re dei Franchi di Burgundia Teodorico II ed alla di lui nonna, la visigota Brunilde.
Continuò ad avere buoni rapporti con i re Longobardi, ed in special modo con Adaloaldo, che era cattolico e che regnò dal 616 al 626; esiste una lettera, datata 616, inviata da Sisebuto ad Adaloaldo e alla regina Teodolinda.
Conobbe e frequentò il grande statista ed enciclopedico Sant'Isidoro di Siviglia, ed è ritenuto egli stesso un buon autore che scrisse un poema in latino sull'astronomia, Carmen de Luna o Praefatio de Libro Rotarum, dedicato ad un amico che molti identificano in Sant'Isidoro.
Fu molto religioso e tra le sue opere vi furono diverse biografie di santi tra cui la Vita di San Desiderio. Si considerava un'autorità in materia religiosa, si considerava come il capo dei vescovi e di conseguenza si comportava come tale. Nella sua persecuzione degli ebrei era certamente influenzato dal fatto che essi erano alleati di persiani e arabi nella guerra contro i cristiani d'oriente.
Morì a Toledo, per cause naturali, nel febbraio del 621; Isidoro di Siviglia riporta che secondo alcune voci morì in seguito a malattia, mentre secondo altre voci la sua morte fu causata dall'incapacità dei medici curanti; Henri Leclercq, nel suo L'Espagne chrétienne, oltre all'incapacità dei medici, sostiene che Sisebuto fu avvelenato.

Il Chronica Regum Visigotthorum cita Sisebuto, confermando che fu re per otto anni undici mesi e sedici giorni (Sisebutus regnavit annos VIII menses XI dies XVI); il Chronicon Albeldense conferma che Sisebuto regnò otto anni, perseguitò gli Ebrei, costringendoli a convertirsi, sconfisse i Baschi e gli Asturiani che sui monti si erano ribellati e morì a seguito di una malattia o forse fu curato male.
Gli succedette il figlio, Recaredo II.

## Matrimonio e figli
Dalla moglie, di cui non si conoscono né gli ascendenti né il nome
Sisebuto dalla moglie ebbe due figli:
- Recaredo II, che fu re dei visigoti per poche settimane, nel 621[2][9];
- Teodora dei Visigoti, che sposò Suintila[16], che divenne Re dei Visigoti, come conferma Fredigario[17].

### Fonti primarie
- (LA)  Chronica Regum Visigotthorum, España Sagrada Tomo II.
- (LA)  Isidori Historia Gothorum, Wandalorum, Sueborum, De origine Gothorum.
- (LA)  Anastasii abbatis opera omnia.
- (LA)  Monumenta Germaniae Historica, criptores rerum Merovingicarum, tomus II, Fredegarii et aliorum Chronica.
- (LA)  Monumenta Germaniae Historica, Scriptores (in Folio) (SS), tomus 5, Herimanni Augiensis Chronicon.

### Letteratura storiografica
- Rafael Altamira, La Spagna sotto i Visigoti, in Storia del mondo medievale, vol. I, 1999,  pp. 743-779.
- (ES)  #ES Historia Genealógica de la Casa de Lara
- (FR)  #ES L'Espagne chrétienne